# Моисеев, Валентин Сергеевич
Валентин Сергеевич Моисеев (9 сентября 1937 года, Москва, СССР — 7 октября 2017 года, Москва, Россия) — советский и российский учёный-терапевт, специалист в области кардиологии и фармакотерапии внутренних болезней, академик РАМН (2005), академик РАН (2013).

## Биография
Родился 9 сентября 1937 года в Москве в семье врачей.
В 1960 году — с отличием окончил 1-й Московский медицинский институт имени И. М. Сеченова, затем была учёба в ординатуре и аспирантуре в клинике внутренних болезней под руководством Е. М. Тареева, там же далее работал ассистентом, доцентом.
В 1965 году защитил кандидатскую, а в 1979 году — докторскую диссертацию, тема: «Поражение сердца при коллагенозах и лечение глюкокортикостероидами».
С 1976 по 1983 годы — работал заведующим терапевтическим отделением ЦКБ 4-го Главного управления при МЗ СССР.
С 1983 по 2002 годы — заведующий кафедрой внутренних болезней медицинского факультета Российского университета дружбы народов, далее — заведующий кафедрой факультетской терапии университета, а с 2002 по 2017 годы — заведующий кафедрой факультетской терапии РУДН.
С 1992 по 1995 годы — председатель Государственного фармакологического комитета при МЗ РФ.
В 1999 году — избран членом-корреспондентом РАМН.
В 2005 году — избран академиком РАМН.
В 2013 году — стал академиком РАН (в рамках присоединения РАМН и РАСХН к РАН).
Умер 7 октября 2017 года, похоронен на Ваганьковском кладбище Москвы.

## Научная деятельность
Специалист в области кардиологии и фармакотерапии внутренних болезней.
Отечественный терапевт, клиницист, яркий представитель школы академика Е. М. Тареева.
Исследовал поражение сердца при аутоиммунных заболеваниях и сформировал основы современного понимания этих вопросов. Его книги и монографии по некоронарным заболеваниям миокарда, клинической фармакологии, артериальной гипертонии и другим болезням сердца хорошо известны практикующим врачам разных поколений.
К его научным интересам также относятся проблемы острой и хронической сердечной недостаточности, ревматологии, алкогольной и наркологической патологии, поражения печени. Он исследовал различные аспекты кардиологии, включая проблемы артериальной гипертонии, проблемы клинической фармакологии и фармакотерапии. Им установлен характер гемодинамических сдвигов, микроциркуляции, а также значимость иммунологических, генетических, инфекционных, эндокринных факторов в возникновении различных форм болезни.
Особое внимание было уделено изучению кардиомиопатий, миокардитов, ишемической болезни, а также некоронарогенных поражений миокарда при системных заболеваниях соединительной ткани, некоторых эндокринопатиях и нарушениях обмена, алкоголизме.
Под его руководством защищено 8 доктороских и 40 кандидатских диссертаций.
Автор более 500 научных работ.

### Научно-организационная деятельность
- главный редактор журнала «Клиническая фармакология и терапия»;
- член редакционных советов терапевтических журналов «Клиническая медицина», «Практикующий врач» и другие;
- член президиума Российского общества терапевтов;
- руководитель центра клинических исследований новых лекарственных и диагностических препаратов;
- член Американской ассоциации сердца и Европейского общества кардиологов.

- «Кардиомиопатии» 1993
- «Антагонисты кальция» 1995
- «Клиническая кардиология» 1996
- «Клиническая фармакология и фармакотерапия» 1999
- «Болезни сердца» 2001
- учебник «Пропедевтика внутренних болезней» 2002
- учебник «Внутренние болезни» в 2-х томах 2001, 2006
- учебник «Артериальная гипертония у лиц старших возрастных групп» 2002
- учебник «Внутренние болезни с основами доказательной медицины и клинической фармакологией» 2008 год
- учебник «Внутренние болезни» в 2-х томах, 2012

## Награды
- Орден Почёта (2010)[3]
- Заслуженный деятель науки Российской Федерации (2000)[4]